# Кроудин, Джеймс
Джеймс Джи Пэскоу Кроудин (англ. James Gee Pascoe Crowden; 14 ноября 1927, Тинни-Олл-Сент, Норфолк, Великобритания — 24 сентября 2016) — британский гребец академического стиля, победитель чемпионата Европы по академической гребле в Маконе (1951).

## Спортивная карьера
Родился в семье подполковника, вырос в Питерборо. Свою первую победу одержал в Королевской регате Хенли (1946) в составе школьной команды, которая выиграла Кубок вызова принцессы Елизаветы. Учился в Пемброк-колледже Кембриджского университета. В 1951 г. был в составе университетской команды, победившей в традиционной регате Оксфорд — Кембридж. Некоторое время провел в Соединенных Штатах, где принимал участие в соревнованиях колледжей Йельского университета и Гарварда.
Вместе с Брайаном Ллойдом выиграл Серебряный кубок и переходящий кубок Николсов. На чемпионате Европы по академической гребле в Милане (1950) в заездах восьмёрок стал бронзовым призёром, а через год во французском Маконе в той же дисциплине завоевал золотую медаль. В 1952 г. в качестве капитана вновь участвовал в регате Оксфорд — Кембридж, в том же году в составе британской четвёрки без рулевого выступил на Олимпийских играх в Хельсинки, на которых британская восьмёрка заняла четвертое место. В течение последующих 20 лет являлся тренером гребной команды Кембриджа (1953—1975).

## Дальнейшая карьера
Следуя семейной традиции, стал дипломированным аукционным оценщиком. Служил мировым судьёй, в 1970—1971 гг. являлся Верховным шерифом Кембриджшира и острова Эли, а в 1992—2002 гг. — лордом-лейтенантом Кембриджшира.
Также являлся вице-президентом Британской олимпийской ассоциации и управляющим регаты Хенли (стюард — с 1959 г., член управляющего комитета в 1964—1992 гг.), сотрудничал с Кембриджширским олимпийским комитетом и с гребным клубом Питерборо. С 1957 по 1977 г. избирался членом совета Любительской ассоциации гребного спорта Великобритании.

## Спортивная карьера
- Джеймс Кроудин — олимпийская статистика на сайте Sports-Reference.com (англ.)